# Radnice v Benešově nad Černou
Radnice (budova čp. 126) v Benešově nad Černou ve východní části okresu Český Krumlov v Jihočeském kraji je jedním z řady památkově chráněných renesančních domů na benešovském náměstí. Dům je zároveň součástí městské památkové zóny Benešov nad Černou, která byla stanovena na základě vyhlášky Ministerstva kultury České republiky č. 250/1995 Sb. ze dne 22. září 1995 a je zapsána v Ústředním seznamu kulturních památek ČR pod číslem 2355.

## Popis stavby
Objekt je charakterizován jako goticko-renesanční dům na obdélném půdorysu, stojící v mírném svahu uprostřed severní strany náměstí.

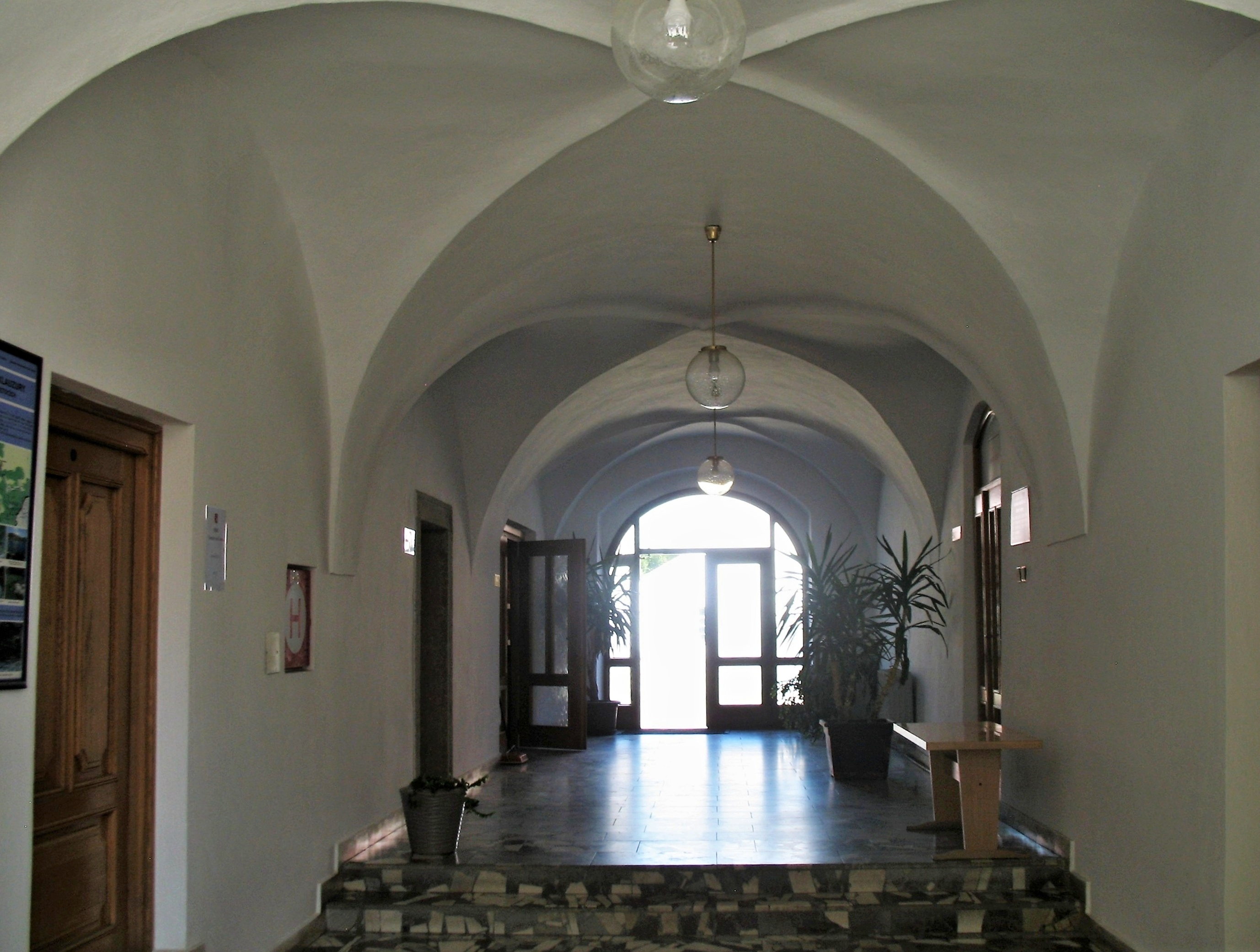
Chodba v přízemí radnice s historickými klenutými stropy

Dům je jednopatrový, přízemí je členěno na šest os. Uprostřed domu se v přízemí nachází dvojice půlkruhovitě sklenutých  kamenných portálů, zdobených rožmberskými pětilistými růžemi. Portály zasahují do úrovně patra, portál nad vstupem do budovy je zakončen předsunutou římsou.  V interiérech se dochovaly původní konstrukční prvky, jako například valená klenba v průjezdu, křížová klenutí místností a kamenná ostění portálků. Střecha domu je sedlová, krytá bobrovkou. Ve výši prvního poschodí jsou uprostřed fasády sluneční hodiny a po stranách dva erby v podobě fresek. Erb s labutí patří pánům ze Švamberka, druhý z erbů je znakem aliančním, který náležel hraběnce Marii Magdaleně di Biglia a souvisí s historickým obdobím, kdy Benešov nad Černou spolu s dalšími majetky na Novohradsku připadl rodu Buquoyů.
Součástí památkového areálu býval též pivovar, který tvořil obdélné křídlo na západní straně parcely a byl zbořen koncem 70. let 20. století.

## Historie

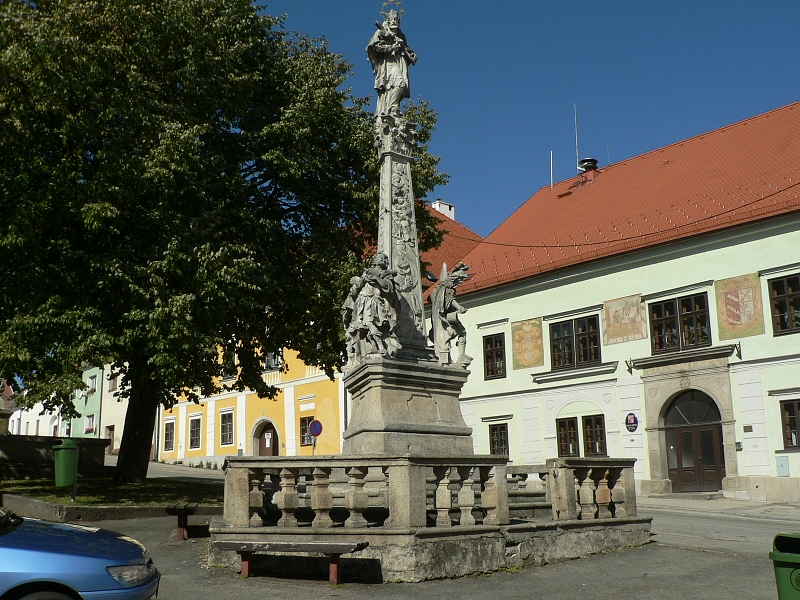
Barokní morový sloup, v pozadí radnice (vpravo) a dům čp. 125

Vybudováni radnice je datováno rokem 1594, není však vyloučeno, že původně na tomto místě existoval starší objekt. Na části pozemku v době výstavby radnice již stál pivovar, který zde v roce 1570 nechal vybudovat rožmberský regent Jakub Krčín z Jelčan a Sedlčan. Jan Jiří ze Švamberka,  který získal Benešov nad Černou spolu s většinou majetku zaniklého rožmberského rodu po smrti Petra Voka z Rožmberka v roce 1611, propůjčil občanům Benešova právo vařit pivo a pořádat výroční trhy o velikonočním úterý a na den sv. Jakuba. Historický pivovar u benešovské radnice byl zbourán po roce 1979. Budova radnice byla opravena v roce 1995.

## Nejbližší okolí
Radnice stojí uprostřed severní strany benešovského náměstí. Na západě na ni bezprostředně navazuje goticko-renesanční měšťanský dům čp. 125, ve kterém je umístěno informační centrum, obecní knihovna a lékařské ordinace. Přímo před radnicí uprostřed pásu zeleně se nachází barokní morový sloup se sochou sv. Jana Nepomuckého a plastikami dalších světců a také jedna ze tří barokních kašen, které jsou rovněž součástí městské památkové zóny Benešov nad Černou. 